# ミハイル・エリョミン
ミハイル・ヴァシーリエヴィチ・エリョミン（ロシア語: Михаил Васильевич Ерёмин、1968年6月17日 - 1991年6月30日）は、モスクワ・ゼレノグラード出身の元サッカー選手。現役時代のポジションはGK。

## 経歴
1968年、現ロシアのゼレノグラードにて生まれた。ゼレノグラードにあるスポーツ学校でサッカーを始め、サッカークラブのPFC CSKAモスクワのユースチームにも所属していた。1986年にCSKAモスクワのトップチームでデビューを飾った。1988年にはFCスパルタク・モスクワへ移籍をするもリーグ戦では出場する機会はなく、1989年にCSKAモスクワに復帰。1990年8月29日、ルーマニア代表との親善試合でソビエト代表デビューを果たした。

## 事故
1991年6月23日、USSRカップ決勝のFCトルペド・モスクワ戦(3-2)ではスタメンで出場して優勝を成し遂げた。試合後ロッカールームに戻りチームメートらと共にシャンパンを掛け合うなどした。翌日の午前五時、友人が運転する車で自宅に帰る途中、タイヤがパンクして制御不能となりバスに激突。対向車線に投げ出され意識不明の重体に陥り集中治療室に運ばれ懸命な治療が施されていたが、6月30日の夜に短い生涯を閉じた。23歳没。ゼレノグラード墓地に埋葬されている。

## タイトル

### クラブ
- PFC CSKAモスクワ
  - ソビエト連邦サッカーリーグ：1 1991(死後)
  - USSRカップ：1 (1991)